# النسائي (حبيش)

تعديل مصدري - تعديل

النسائي هي إحدى قرى عزلة شباع بمديرية حبيش التابعة لمحافظة إب، بلغ تعداد سكانها 136 نسمة حسب تعداد اليمن لعام 2004.